# Каратобинский сельский округ (Жамбылская область)
Каратоби́нский се́льский окру́г (каз. Қаратөбе ауылдық округі) — административная единица в составе Жамбылского района Жамбылской области Казахстана.
Административный центр — село Бектобе.

## История
В 1989 году существовал как Каратобинский сельсовет в составе трёх населённых пунктов: сёла Бектобе (административный центр), Кызылшарык, Октябрь.
В периоде 1991—1998 годов Каратобинский сельсовет был преобразован в сельский округ согласно реформам административно-территориального устройства Республики Казахстан.
Постановлением от 14 июля 2000 года государственной ономастики при правительстве РК, село Октябрь было переименовано в село Байтере́к.

## Население
| Численность населения | Численность населения | Численность населения |
| 1989                  | 1999                  | 2009                  |
| --------------------- | --------------------- | --------------------- |
| 2661                  | ↗3035                 | ↗4103                 |

## Состав
| № | Населённый пункт | Тип населённого пункта       | Население, 1989 | Население, 1999 | Население, 2009 |
| - | ---------------- | ---------------------------- | --------------- | --------------- | --------------- |
| 1 | Байтерек         | аул                          | 499             | ↘347            | ↗962            |
| 2 | Бектобе          | село, административный центр | 1 194           | ↗1 482          | ↗2 507          |
| 3 | Кызылшарык       | село                         | 968             | ↗1 206          | ↘634            |